# Antonio González Rodríguez
Antonio González Rodríguez, més conegut com a Toni González, és un futbolista castellanomanxec. Va nàixer a Albacete el 7 de gener de 1982. Ocupa la posició de migcampista.

## Trajectòria
Format al planter del RCD Mallorca, hi debuta a primera divisió amb l'equip illenc a la campanya 03/04, en la qual hi disputa 14 partits. La segona part d'eixa temporada la milita al Ciudad de Murcia, de Segona Divisió. L'any següent continua a l'equip murcià, tot sumant 20 partits i tres gols. La temporada 05/06 recala al Reial Oviedo.
La temporada temporada 06/07, el migcampista marxa a Grècia, per incorporar-s'hi al PAOK Salònica. Hi roman en aquest equip dos anys, per jugar més tard en altres dos clubs d'aquest país, l'Ionikos i el Doxa Dramas.